# Старая Бия
Старая Бия — деревня в Вавожском районе Удмуртии. Входит в состав Зямбайгуртского сельского поселения.

## География
Деревня расположена на западе республики на расстоянии примерно в 15 километрах по прямой к западу от районного центра Вавожа.
Часовой пояс
Деревня Старая Бия как и вся Удмуртия, находится в часовой зоне МСК+1. Смещение применяемого времени относительно UTC составляет +4:00.

## Население
| 2010 | 2012 |
| ---- | ---- |
| 35   | →35  |

Национальный состав
Согласно результатам переписи 2002 года, в национальной структуре населения удмурты составляли 88 % из 50 чел..